# Sepsa
Sepsa je teško zdravstveno stanje uzrokovano sustavnim upalnim odgovorom tijela na infekciju (uzrokovanu npr. bakterijama ili gljivicama).
Najčešći uzročnici sepse su bakterije, ali istu kliničku sliku mogu uzrokovati i gljivice, paraziti i virusi, a lokalizacija mjesta infekcije može biti u bilo kojem dijelu tijela. 

## Definicija
Kako bi se dijagnosticirala sepsa mora postojati dokazana ili suspektna infekcija i moraju biti prisutna dva ili više od sljedećih kriterija:
- Tahikardija, broj otkucaja srca veći od 90 u minuti
- Tjelesna temperatura, manja od 36 °C ili veća od 38 °C
- Tahipneja, broj udisaja veći od 20 u minuti ili parcijalni tlak ugljik dioksida u krvi manji od 4,3 kPa (32 mm Hg)
- Broj bijelih krvnih stanica manji od 4000 stanica u 1 mm³ ili veći od 12000 stanica u 1 mm³; ili prisutnost više od 10 % nezrelih neutrofila

Napomena: Sindrom sustavna upalnog odgovora ima iste dijagnostičke kriterije, osim infekcije.

## Patofiziologija sepse
Kada nastane infekcija ili ozljeda tkiva, dolazi do izlučivanja pro-inflamatornih i protuupalnih elemenata. Kao posljedica sustavne pro-inflamatorne reakcije dolazi do:
- Oštećenja endotela krvnih žila, koju prati mikrovaskularne disfunkcija,
- Oštećenja tkivne oksigenacije (hipoksija), koja za posljedicu ima oštećenje organa,
- anergije i imunosupresija, koja stvara stanje destruktivnog imunološkog nesklada

Zbog toga se sepsa može opisati i kao autodestruktivan proces koji omogućava da normalni patofiziološki odgovor na infekciju zahvati i druga normalna tkiva.

## Vanjske poveznice
- (hrv.) Sepsa i septički šok  Arhivirana inačica izvorne stranice od 29. prosinca 2012. (Wayback Machine)

|  | Molimo pročitajte upozorenje o korištenju medicinskih informacija. Ne provodite liječenje bez savjetovanja s liječnikom! |